# Randall Lewis
Randall Lewis (Dakota del Sur, Estados Unidos, 7 de junio de 1959) es un deportista estadounidense retirado especialista en lucha libre olímpica donde llegó a ser campeón olímpico en Los Ángeles 1984.

## Carrera deportiva
En los Juegos Olímpicos de 1984 celebrados en Los Ángeles ganó la medalla de oro en lucha libre olímpica de pesos de hasta 62 kg, por delante del luchador japonés Kosei Akaishi (plata) y del surcoreano Lee Jung-Keun (bronce).